# Price
Price és una població dels Estats Units a l'estat de Utah. Segons el cens del 2000 tenia 8.402 habitants.

## Demografia
Segons el cens del 2000, Price tenia 8.402 habitants, 3.045 habitatges, i 2.085 famílies. La densitat de població era de 765,1 habitants per km².
Dels 3.045 habitatges en un 34,4% hi vivien nens de menys de 18 anys, en un 53,2% hi vivien parelles casades, en un 11,5% dones solteres, i en un 31,5% no eren unitats familiars. En el 27,4% dels habitatges hi vivien persones soles el 12,2% de les quals corresponia a persones de 65 anys o més que vivien soles. El nombre mitjà de persones vivint en cada habitatge era de 2,6 i el nombre mitjà de persones que vivien en cada família era de 3,19.
Per edats la població es repartia de la següent manera: un 27,6% tenia menys de 18 anys, un 15,9% entre 18 i 24, un 22,5% entre 25 i 44, un 19,9% de 45 a 60 i un 14,1% 65 anys o més.
L'edat mediana era de 32 anys. Per cada 100 dones de 18 o més anys hi havia 88,3 homes.
La renda mediana per habitatge era de 31.687 $ i la renda mediana per família de 39.429 $. Els homes tenien una renda mediana de 37.476 $ mentre que les dones 21.081 $. La renda per capita de la població era de 14.313 $. Entorn de l'11,4% de les famílies i el 15% de la població estaven per davall del llindar de pobresa.

## Poblacions més properes
El següent diagrama mostra les poblacions més properes.